# Групова збагачувальна фабрика «Білоріченська»
Групова збагачувальна фабрика «Білоріченська» — споруджена за проєктом «Південдіпрошахту». Призначена за проєктом для збагачення газового вугілля з відвантаженням продукції на коксування та енергетику. Ведена в дію у 1958 році з проєктною потужністю 760 тис. тонн на рік. Технологічна схема передбачала збагачення класу 6—100 мм у мийних жолобах. У 1969 році фабрику реконструювали з підвищенням виробничої потужності до 2200 тис. тонн на рік (згодом вона зросла до 2400 тис. тонн). Для збагачення вугілля класами 13—100 та 0,5—13 мм та перезбагачення промпродукту встановлено відсаджувальні машини з підрешітними повітряними камерами. Для збагачення шламів застосовано флотацію. Завдяки цьому фабрика тривалий час працювала виключно на збагаченні вугілля для коксування. З погіршенням якості вугілля, що надходить для збагачення, на фабриці провели ряд удосконалень технології, зокрема встановлено систему гідроциклонів для послідовної обробки та збагачення крупнозернистого шламу. Для зниження вологості товарного вугілля фабрика має термосушильне відділення з барабанними сушарками.
Місцезнаходження: селище Білоріченський, Луганська обл., залізнична станція Збірна.